# Bryndælir
Bryndælir fue un clan familiar de Islandia cuyo origen se remonta a la colonización de Islandia y la figura de Refur hinn gamli Þorsteinsson, Su goðorð dominaba el territorio de Brynjudalur, en Kjósarsýsla.

## Refur hinn gamli
Refur hinn gamli Þorsteinsson (apodado el Viejo, n. 950) fue un caudillo vikingo y goði de Brynjudalur, en Kjósarsýsla. Descendiente de Þórólfur Þorsteinsson. Estaba casado con Bergþóra Kollgrímsdóttir (n. 950) de Saurbær á Hvalfjarðarströnd, descendiente del jarl de Lade Håkon Grjotgardsson (c. 820-870). Fruto de esa relación nació Halldóra Refsdóttir (n. 970), que sería esposa de Sigfús Elliða-Grímsson. Refur es uno de los personajes de la saga Harðar ok Hólmverja.